# Pteroplegma longiceps
Pteroplegma longiceps är en insektsart som beskrevs av Schmidt 1932. Pteroplegma longiceps ingår i släktet Pteroplegma och familjen Dictyopharidae. Inga underarter finns listade i Catalogue of Life.